# Frank Lloyd
|  | Per a altres significats, vegeu «Frank Lloyd Wright». |

Frank Lloyd (Glasgow, 2 de febrer de 1886 - Santa Monica, Califòrnia, 10 d'agost de 1960) fou un director, guionista i productor de cinema. Va ser un dels fundadors de l'Acadèmia de les Arts i les Ciències Cinematogràfiques de Hollywood, de la qual va ser president entre 1934 i 1935.
És el primer guanyador d'un premi de l'Acadèmia a Escòcia i és únic en la història del cinema, ja que va rebre tres nominacions a l'Oscar el 1929 pel seu treball en una pel·lícula muda (The Divine Lady), una pel·lícula semi-sonora (Weary River) i una pel·lícula completament sonora (Drag). Va guanyar per La Divina Dama. Va ser nominat i va guanyar de nou el 1933 per la seva adaptació de Cavalcade de Noël Coward i va rebre una altra nominació al millor director el 1935 per la seva pel·lícula, potser més reeixida, Rebel·lió a bord.
El 1957, va ser guardonat amb el Premi George Eastman, atorgat per la George Eastman House per la seva distingida contribució a l'art cinematogràfic. El 1960, Lloyd va rebre una estrella al Passeig de la Fama de Hollywood per les seves contribucions a la indústria cinematogràfica, al número 6667 de Hollywood Boulevard.

## Biografia

### Primers anys de vida i carrera professional
Lloyd va néixer a Cambuslang, als afores de Glasgow, era el més petit de set germans. La seva mare Jane era escocesa i el seu pare Edmund Lloyd era gal·lès, enginyer mecànic. La família va viatjar pel país fins que el seu pare es va lesionar i va deixar l'enginyeria. Es van establir a Shepherd's Bush, Londres, on la família regentava un pub. Lloyd treballava en una botiga de sabates, cantava en grups corals i es va unir a un grup de vodevil.
El 1909 va emigrar al Canadà, on va treballar en un ranxo a Alberta durant un any. També va aixecar pals i va escriure per a una companyia telefònica, i després es va unir a un espectacle itinerant com a actor i cantant. L'espectacle va acabar a Los Angeles el 1913 i Lloyd va decidir quedar-s'hi i actuar en pel·lícules de Hollywood.

### Director de cinema

#### Paramount
Va començar a dirigir curtmetratges per a la Paramount i va passar a pel·lícules de més llarga durada: The Gentleman from Indiana (1915), Jane (1915), The Reform Candidate (1916), The Tongues of Men (1916), The Call of the Cumberlands (1916),  Madame la Presidente (1916) amb Anna Held,  The Code of Marcia Gray (1916), David Garrick (pel·lícula de 1916)  (1916), The Making of Maddalena (1916), An International Marriage (1916) i The Stronger Love (1916).  La Intriga (1916) va ser produïda per Pallas Films i estrenada per Paramount. El biògraf de Lloyd va argumentar que les seves primeres pel·lícules «no són 'obres mestres', però estan a l'alçada de les pel·lícules d'altres directors secundaris de l'època. En altres paraules, no són comparables a les dirigides per DW Griffith, però són tan bones com les dirigides per Allan Dwan».

#### Fox
Lloyd va dirigir ,Sins of Her Parent (1916) per a la Fox, i  The World and the Woman (1916) amb Jeanne Eagles per a Tranhouser. De tornada a la Fox va fer The Kingdom of Love (1917) i una sèrie de pel·lícules protagonitzades per William Farnum: The Price of Silence (1917), A Tale of Two Cities (1917) a partir de la novel·la de Charles Dickens,  American Methods (1917),  When a Man Sees Red (1917), Els Miserables (1917), The Heart of a Lion (1917), True Blue (1918),  Riders of the Purple Sage (1918) a partir de la novel·la de Zane Grey i la seva seqüela The Rainbow Trail  (1918), For Freedom (1918) i The Man Hunter (1919). Sense Farnum, Lloyd va dirigir La ceguesa del divorci (1918).

#### Goldwyn
A Goldwyn va fer Pitfalls of a Big City (1919), The World and Its Woman (1919), The Loves of Letty (1919), The Woman in Room 13 (1920),  The Silver Horde (pel·lícula de 1920)  (1920), Madame X (1920) amb Pauline Frederick, The Great Lover (1920), A Tale of Two Worlds (1921), Roads of Destiny (1921) amb Frederick, A Voice in the Dark  (1921), The Invisible Power (1921), The Grim Comedian (1921) i The Man from Lost River (1921), a més de The Sin Flood (1922) amb Richard Dix.

#### First National
Lloyd va dirigir algunes pel·lícules per a First National amb Norma Talmadge:  The Eternal Flame (1921), The Voice from the Minaret (1922), Within the Law (1923) i  Ashes of Vengeance (1923).
També per a aquest estudi hi va fer Oliver Twist (1922) amb Lon Chaney i Jackie Coogan, i Black Oxen (1924).
Tenia la seva pròpia companyia a First National, Frank Lloyd Productions. Van fer The Sea Hawk (1924), una obra d'espades amb Milton Sills, després ,The Silent Watcher (1924), Her Husband's Secret (1925),  Winds of Chance (1925), The Splendid Road (1926) i The Wise Guy (1926).

#### Paramount
A la Paramount, Lloyd va rodar The Eagle of the Sea (1926),  Children of Divorce (1927), Adoration (1928) amb Billie Dove,  The Divine Lady (1929) amb Corinne Griffith i Dark Streets  (1929). Lloyd va guanyar el premi de l'Acadèmia al millor director per The Divine Lady.
Hi va haver diverses pel·lícules protagonitzades per Richard Barthemless: Weary River (1929), Drag (1929), Young Nowheres (1930),  Son of the Gods (1930) i The Lash (1930). Va ser nominat a l'Oscar al millor director per  Drag i  Weary River.
També hi havia The Way of All Men (1930), un remake de  The Sin Flood, de Lloyds,  The Right of Way (1931) i East Lynne (1931).
Per a Howard Hughes, Lloyd va fer The Age for Love (1931). De tornada a la Fox, va fer  A Passport to Hell (1932) i després Cavalcade (1933), que va fer guanyar a Lloyd l'Oscar al millor director.
Lloyd va fer llavors la que era la seva pel·lícula preferida,  Berkeley Square (1933), protagonitzada per Leslie Howard, seguida de Hoop-La (1933), la pel·lícula final de Clara Bow i Servants' Entrance (1934) amb Janet Gaynor.

#### Motí del Bountyi carrera posterior
Lloyd va tenir un gran èxit amb Rebel·lió a bord (1935) a l'MGM, que li va valer una altra nominació a l'Oscar al millor director.
Va seguir amb Under Two Flags  (1936) a la Fox, una història de la Legió Estrangera Francesa amb Ronald Colman.

#### Paramount, altre cop
A la Paramount, Lloyd va fer més pel·lícules històriques:  Maid of Salem (1937) amb Claudette Colbert,  Wells Fargo (1937) amb Joel McCrea,If I Were King (1938) amb Colman i Rulers of the Sea (1938) amb Douglas Fairbanks Jr., que va ser una decepció comercial.

#### Universal
Lloyd va fer The Howards of Virginia (1940) a la Columbia amb Cary Grant. A Universal va crear la seva pròpia empresa. Va dirigir This Woman Is Mine  (1941) i The Lady from Cheyenne (1941), i la seva companyia va produir  Saboteur (1942) d'Alfred Hitchcock, The Spoilers (1942) amb John Wayne i Randolph Scott, i Invisible Agent (1942).
Va ser un dels diversos directors de la pel·lícula Forever and a Day (1943) de la RKO. Lloyd va tenir un gran èxit amb  Sang sobre el sol (1945), de James Cagney. Va ser nominat a l'Oscar al millor director de documental amb  L'última bomba (1945). Lloyd també va servir a les forces aèries. Es va retirar del cinema el 1946, amb la intenció de viure en un ranxo.

#### Darreres pel·lícules
La dona de Lloyd va morir el 1952 i ell va sortir de la jubilació per fer dues pel·lícules a Republic, The Shanghai Story (1954) i The Last Command (1955), una pel·lícula sobre Jim Bowie. Quan es va tornar a casar el 1955 es va retirar de nou.

## Vida personal
Frank Lloyd va estar casat amb l'actriu Alma Haller des de l'11 de juliol de 1913 fins a la seva mort el 16 de març de 1952. El 1955, Lloyd es va casar amb Virginia Kellogg, i va romandre casat fins a la mort de Lloyd el 10 d'agost de 1960 als 74 anys. Lloyd va ser enterrat al Forest Lawn Memorial Park de Glendale, Califòrnia.

## Reputació
Per alguna raó, Frank Lloyd no té un llegat significatiu. Un biògraf atribueix això en part al fet que Andrew Sarris va menysprear l'obra de Lloyd (que va comparar el director amb Cecil B. de Mille) i perquè va ser descrit com a director d'estudi. «El seu estil és molt seu. No va causar sensació; no es va publicitar ni promocionar excessivament com altres van fer en aquell moment i encara ho fan avui. Lloyd era molt estimat i va promocionar altres artistes de Hollywood. El que va fer Lloyd va ser pel bé de l'estudi, no pel seu propi ego».

## Filmografia
En la seva carrera va predominar per sobre del gènere que abordarà en cada pel·lícula (drama, comèdia, aventures, etc.), un sentit de l'espectacle molt marcat, com correspon als grans pioners del cinema nord-americà (David W. Griffith, Raoul Walsh, Edwin S. Porter). La seva popularitat va començar a principis de la dècada de 1920 amb la seva reeixida adaptació d'Oliver Twist de Dickens, el 1922, dirigint l'estrella del cinema fantàstic i de terror Lon Chaney i el joveníssim Jackie Coogan, famós per haver estat El noi de Charles Chaplin l'any anterior. El 1923 va realitzar una de les primeres pel·lícules de Clara Bow Black Oxen, i ja el 1926 va rodar la que fou la seva pel·lícula més taquillera fins aleshores, The Eagle of the Sea, encara avui reconeguda com un els grans clàssics del cinema d'aventures.
Però, sens dubte, el període de més fama i prestigi per al director va arribar amb el cinema sonor. El 1929 va obtenir tres nominacions a l'Oscar al millor director per The Divine Lady, Weary River i Drag (totes tres del 1929), i el va aconseguir per The Divine Lady. Després va rodar East Lynne (1931) l'únic film que van protagonitzar junts dos dels mites de l'escena teatral americana: el matrimoni Fontaine; Cavalcade (1933), una de les pel·lícules més famoses del cinema nord-americà de la dècada, que va arrasar als Oscar d'aquell any; i Rebel·lió a bord (1935), amb el mític duel interpretatiu entre Clark Gable i Charles Laughton.
A la dècada de 1940 la seva producció va començar a baixar, alhora que ho feia l'èxit de públic dels seus films, però encara va aconseguir estrenar un grapat de bones pel·lícules com per exemple Sang sobre el sol (1945), amb James Cagney i Sylvia Sidney. Es va retirar a finals dels 50.
- Damon and Pythias (1914) (actor)
- The Test (1914) (actor)
- The Spy (1914) (actor)
- The Opened Shutters (1914) (actor)
- The Black Box (1915) (actor)
- The Gentleman from Indiana (1915)
- Jane (1915)
- The Reform Candidate (1915)

- Dr. Mason's Temptation (1915)
- A Double Deal in Pork (1915)
- In the Grasp of the Law (1915)
- The Source of Happiness (1915)
- Paternal Love (1915)
- For His Superior's Honor (1915)
- According to Value (1915)
- Billie's Baby (1915)
- Eleven to One (1915)
- Little Mr. Fixer (1915)
- From the Shadows (1915)
- Their Golden Wedding (1915)
- Trickery (1915)
- Fate's Alibi (1915)
- The Toll of Youth (1915)
- The Little Girl of the Attic (1915)
- $100,000 (1915)
- The Prophet of the Hills (1915)
- Nature's Triumph (1915)
- When the Spider Tore Loose (1915)
- Life's Furrow (1915)
- His Captive (1915)
- The Pinch (1915)
- His Last Trick (1915)
- The Bay of Seven Isles (1915)
- To Redeem an Oath (1915)
- An Arrangement with Fate (1915)
- Martin Lowe, Financier (1915)
- His Last Serenade (1915)
- Wolves of Society (1915)
- The Temptation of Edwin Shayne (1915)
- Pawns of Fate (1915)
- 10,000 Dollars (1915)
- To Redeem a Value (1915)
- Sins of Her Parent (1916)
- The Tongues of Men (1916)
- The Code of Marcia Gray (1916)
- The Intrigue (1916)
- David Garrick (1916)
- The Call of the Cumberlands (1916)
- Madame la Presidente (1916)
- The Making of Maddalena (1916)
- An International Marriage (1916)
- The Stronger Love (1916)
- Sins of Her Parent (1916)
- The World and the Woman (1916)
- A Tale of Two Cities (1917)
- The Kingdom of Love (1917)
- The Heart of a Lion (1917)
- Les Miserables (1917)
- When a Man Sees Red (1917)
- American Methods (1917)
- The Price of Silence (1917)
- The Rainbow Trail (1918)
- For Freedom (1918)
- Riders of the Purple Sage (1918)
- The Blindness of Divorce (1918)
- The Loves of Letty (1919)
- The World and Its Woman (1919)
- Pitfalls of a Big City (1919)
- The Man Hunter (1919)
- Madame X (1920)
- The Silver Horde (1920)
- The Woman in Room 13 (1920)
- The Great Lover (1920)
- The Invisible Power (1921)
- The Grim Comedian (1921)
- A Tale of Two Worlds (1921)
- The Man from Lost River (1921)
- Roads of Destiny (1921)
- A Voice in the Dark (1921)
- Oliver Twist (1922)
- The Eternal Flame (1922)
- The Sin Flood (1922)
- Black Oxen (1923)
- The Voice from the Minaret (1923)
- Within the Law (1923)
- Ashes of Vengeance (1923)
- The Sea Hawk (1924)
- The Silent Watcher (1924)
- Her Husband's Secret (1925)
- The Splendid Road (1925)
- Winds of Chance (1925)
- The Wise Guy (1926)
- The Eagle of the Sea (1926)
- Children of Divorce (1927)
- Adoration (1928)
- The Divine Lady (1929)
- Young Nowheres (1929)
- Weary River (1929)
- Drag (1929)
- Dark Streets (1929)
- The Lash (1930)
- The Way of All Men (1930)
- The Age for Love (1931)
- East Lynne (1931)
- A Passport to Hell (1932)
- Cavalcade (1933)
- Berkeley Square (1933)
- Hoop-La (1933)
- Servants' Entrance (1934)
- Rebel·lió a bord (1935)
- Under Two Flags (1936)
- Wells Fargo (1937)
- Maid of Salem (1937)
- If I Were King (1938)
- Rulers of the Sea (1939)
- The Howards of Virginia (1940)
- This Woman is Mine (1941)
- The Lady from Cheyenne (1941)
- The Spoilers (1942) (productor)
- Forever and a Day (1943)
- Sang sobre el sol (1945)
- The Shanghai Story (1954)
- The Last Command (1955)

## Premis i distincions
Premis Oscar
| Any  | Categoria       | Pel·lícula       | Resultat  |
| ---- | --------------- | ---------------- | --------- |
| 1929 | Millor Director | Trafalgar        | Guanyador |
| 1929 | Millor Director | Drag             | Nominat   |
| 1929 | Millor Director | Presó redemptora | Nominat   |
| 1933 | Millor Director | Cavalcada        | Guanyador |
| 1936 | Millor Director | Rebel·lió a bord | Nominat   |